# Llano Majahua
Llano Majahua är en ort i Mexiko.   Den ligger i kommunen Malinaltepec och delstaten Guerrero, i den sydöstra delen av landet, 250 km söder om huvudstaden Mexico City. Llano Majahua ligger 1 589 meter över havet och antalet invånare är 205.
Terrängen runt Llano Majahua är kuperad åt nordväst, men åt sydost är den bergig. Runt Llano Majahua är det ganska glesbefolkat, med 23 invånare per kvadratkilometer. Närmaste större samhälle är Malinaltepec, 10,4 km nordost om Llano Majahua. I omgivningarna runt Llano Majahua växer i huvudsak städsegrön lövskog.